# Comté de Dabo
vers 1000 – 1793
Entités précédentes :
- Nordgau

Entités suivantes :
- Meurthe
- Bas-Rhin (pour Engenthal)

Le comté de Dabo (anciennement appelé comté de Dagsbourg, en allemand : Grafschaft Dagsburg) est un ancien État du Saint-Empire romain germanique. Fondé vers l'an mil sous le règne des Étichonides, ce comté était sous la domination de la famille de Linange à partir de 1241, jusqu'à son rattachement à la République française en 1793.
L'État tire son nom du château de Dabo dans le massif des Vosges, le siège ancestral des comtes.

## Composition
Les hameaux et villages qui dépendaient du bailliage seigneurial de Dabo étaient : La Hoube, Schaeferhof, Hommert, Harreberg, Walscheid, Abreschviller, Voyer, ainsi que diverses métairies et usines.
Le village d'Engenthal et le monastère d'Obersteigen dans la vallée de la Mossig (actuel Bas-Rhin), en ont également fait partie.

## Histoire

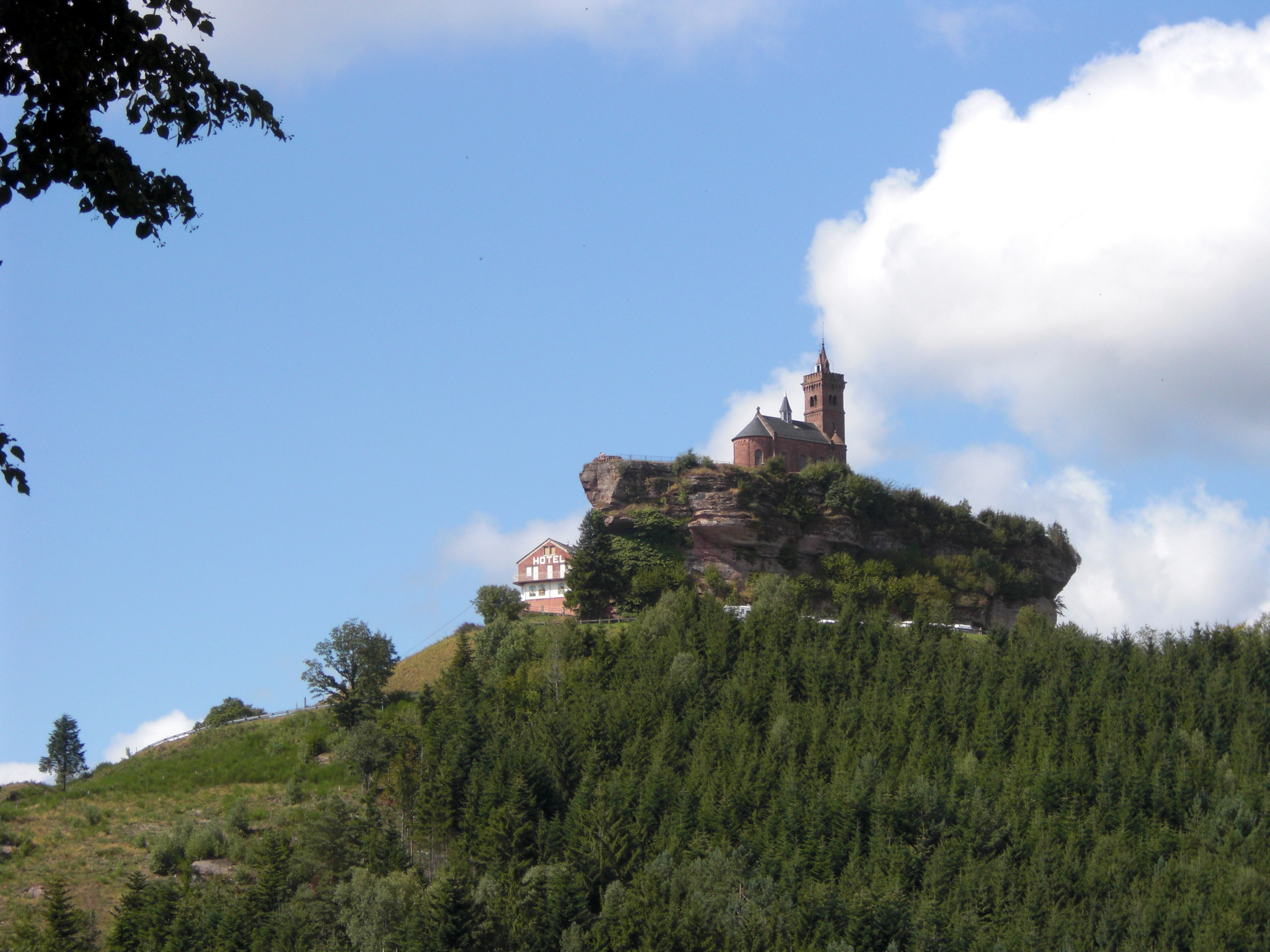
Le rocher de Dabo où se trouvait le château du même nom.

Le premier comte connu est Louis de Dagsbourg qui vécut au Xe siècle. Père de Heilwige de Dabo et grand-père du pape Léon IX, il est notamment à l'origine de l'abbaye de Hesse et du prieuré de Saint-Quirin.
Le siège ancestral de Dabo entra en possession de Hugues IV, comte de Nordgau et d'Eguisheim, lors de son mariage avec Heilwige de Dabo vers l'an mil. Issu de la dynastie franque des Étichonides, Hugues est devenu l'ancêtre des comtes de Dabo. À la mort de Hugues VII de Dabo, en 1089, la lignée des comtes du Nordgau s'éteignit et leurs terres furent partagées entre les ducs de Lorraine et les évêques de Strasbourg. Le patrimoine de Dabo passe au frère cadet de Hugues VII, Albert Ier, jusqu'alors comte de Moha. En 1171, le petit-fils d'Albert, Hugues X de Dabo, est également devenu comte palatin de Metz en Lorraine.
Après l'extinction des Étichonides, à la mort sans postérité de Gertrude de Dabo en 1225, une partie du comté fut partagée entre les évêques de Metz, le duc de Lorraine, le margrave de Bade et l'évêque de Strasbourg. Les comtes de Linange, proches du troisième époux de Gertrude, Simon, possédèrent le reste. Après une résistance initiale de l'évêque de Strasbourg, Frédéric III de Linange reçut le fief de Dabo des mains de l'empereur Frédéric II de Hohenstaufen en 1241.
Le comté fut possession des comtes de Linange du XIIIe siècle jusqu'en 1680, par la suite le château et le comté furent réunis à l'Alsace.

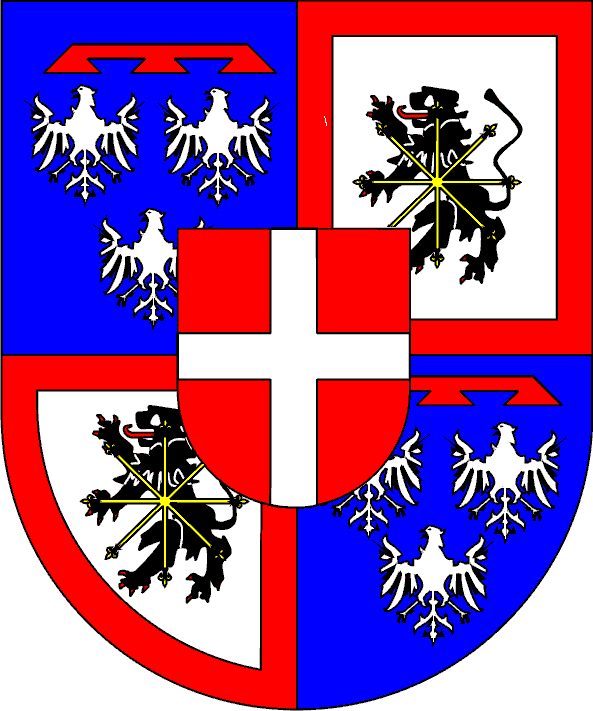
Blason des Linange-Dabo.

Le traité de Ryswick de 1697 rendit le comté aux Linange-Dabo. Ceux-ci le gardèrent jusqu'en 1793.
En 1789, les comtes de Linange qui possédaient Dabo n'avaient de commun avec l'Alsace que le fait d'y être seigneurs des villages de Hohengott et Weyersheim.
En 1801, le traité de Lunéville en assura la possession à la France et il fut rattaché au département de la Meurthe.
L'ancien comté de Dabo se trouvait dans la partie de la Meurthe qui fut cédée à l'Empire allemand en 1871.
Il redevient français après la Première Guerre mondiale au sein du nouveau département de la Moselle puis est annexé par le Troisième Reich entre 1940 et 1944 (comme l'ensemble de l'Alsace-Moselle).

## Habitants de l'ancien comté

### Les familles influentes à l'époque du comté de Dabo[6]
Parmi les plus anciennes familles du comté de Dabo, on en retient plusieurs dont les membres furent parfois les serviteurs directs et principaux du comte. Deux familles, bien implantées et de confession luthérienne, les Dillenschneider et les Jaeger, sont les principales et les plus anciennes.
La famille Dillenschneider (Thielenschneider) est une famille protestante appartenant à l'ancienne bourgeoisie du comté de Dabo. Les registres paroissiaux (protestants) de Romanswiller et les minutes notariales en font d’elle la plus ancienne de toute la contrée; ses origines remonteraient au XVIe siècle avec pour plus ancien membre, Vix Dillenschneider, bailli.
Tout au long des XVIIe et XVIIIe siècles, cette dernière avait fourni plusieurs baillis et maires. Vers la fin du XVIIe siècle, ils se convertissent au catholicisme.
La famille Jaeger serait originaire d’Allemagne. Protestante, sa présence est attestée dès 1593, lors du mariage entre un certain Hans Jaeger, boulanger au château et Catherine Grossmun. Les membres de cette famille se succédèrent et furent assez influents pour exercer les fonctions de notaires, de receveurs, ou encore de maires.